# エーテル型脂質
エーテル型脂質（エーテルがたししつ）とは、グリセロール骨格に炭化水素鎖を有するアルコールがエーテル結合した極性脂質である。
エーテル型脂質を極性脂質として有する生物はアーキアと一部の好熱性細菌のみである。他の生物の有する極性脂質は2分子の脂肪酸がグリセロールにエステル結合した構造をとる。ただし、血小板活性化因子やプラズマローゲンのように1分子のアルコールがエーテル結合である構造をとる極性脂質は存在する。

## アーキア（古細菌）のエーテル型脂質

アーキアとその他の生物の細胞膜の構造。上：アーキアのリン脂質 (1)イソプレン鎖、(2)エーテル結合、(3)L-グリセロール部、(4)リン酸基。中：細菌および真核生物のリン脂質 (5)脂肪酸鎖、(6)エステル結合、(7)D-グリセロール部分、(8)リン酸基。下：(9)細菌および真核生物の脂質二重膜、(10)アーキアの一部に見られる脂質単重膜。

アーキアを他生物（真核生物、バクテリア）と区別する点で、エーテル型脂質の構造がその決め手となる。以下に、アーキアに特有なエーテル型脂質の特徴を列挙する。
1. グリセロールと炭化水素の結合は全てエーテル結合である[1]。つまり、古細菌においてはグリセロールとアルコールとが結合しているのであって、真核生物で見られるグリセロールと脂肪酸とが結合してできるエステル結合は見られない。
2. 炭化水素鎖はイソプレンを単位としている。なお、炭素鎖の炭素数は20個から40個程度であるものの、イソプレンを単位としてるため、炭素鎖の炭素数は必ず5の倍数である。脂肪酸は持たない[1]。
3. グリセロール骨格の立体構造は sn-グリセロール1-リン酸型である（他生物では対掌体の sn-3位にリン酸が結合する）[1]。
4. 炭化水素が2本結合したジエーテル型脂質が向かい合って head-to-head 結合を行ない、テトラエーテル型脂質を形成する[1]。

以上は、アーキアのエーテル型脂質の一般的な特徴であるが 1, 2, 4 については例外も存在する。
1 の例外については、真正細菌のAquifex pyrophilusとThermodesulfobacterium communeもエーテル結合を有する脂質を持つ。2 の例外は極性脂質としてはイソプレノイドは存在しないが、真核生物の場合はステロイド、真正細菌はユビキノンやムレインの中間体として存在する。4 の例外はThermotoga属やButyrvibrio属（ともに真正細菌）でジアボリン酸という脂質が見つかっている。
いずれも極性脂質としては例外的なものではあるが、いまだアーキア以外の生物で sn-グリセロール1-リン酸型脂質を持つ生物はみつかっていない。

## 呼称
このアーキアに特有なエーテル型脂質は命名法が1987年の論文で Nishihara らによって提案された。
- ジエーテル型 - 「アーキオール」
- テトラエーテル型 - 「カルドアーキオール」
- 糖脂質 - 例えばゲンチオビオースであれば「ゲンチオビオシルアーキオール」
- リン酸基が結合した場合 - 「アーキチジン酸」
- リン脂質 - 例えばエタノールアミンであれば「アーキチジルエタノールアミン」
- リン糖脂質 - ゲンチオビオースおよびエタノールアミンであれば「ゲンチオビオシルアーキチジルエタノールアミン」となる

## エーテル型脂質の意義
エーテル結合はエステル結合よりも耐熱性が高いといわれており、事実エーテル型脂質を持つ真正細菌はすべて好熱菌である。古くからマグマの中においても生息を続けてくることができたのはエーテル結合の熱安定性に依存すると考えられている。また、好熱菌はアーキオールよりもカルドアーキオールの占める割合が大きくなり、膜の高い耐熱性の要因となっていると思われる。
ただ、好熱菌以外のメタン菌や高度好塩菌についてはアーキオールの占める割合こそ多いものの、アーキアのみが sn-グリセロール1-リン酸型のエーテル型脂質を持つ理由は見出せていない。すなわち、好熱性細菌以外のアーキアがエーテル型脂質を所持している生理学的意味合いはいまだ見出せていない。
また、アーキアのエーテル型極性脂質が高等生物の用いるエーテル脂質の起源となっている、という説があるが、この脂質も対掌体の関係にあり説得力ある説とはいえない。

## 関連用語
- 生体膜
- 脂質
- アーキア
- アルキルグリセロール